# Bandiera dei talebani
La bandiera dei Talebani è il simbolo dell'organizzazione jihadista dei Talebani: seguendo le alterne fortune del gruppo, è stata bandiera militare durante le guerre afghane del 1992-1996 e  del 2001-2021 e bandiera nazionale dell'Emirato Islamico dell'Afghanistan fino al 2001 ed in quello del 2021.

## Storia
La prima versione della bandiera compare nel 1994, durante la guerra civile del 1992-1996, come semplice stendardo bianco, identico a quello utilizzato degli antichi Omayyadi;
nel 1997, con la vittoria dei Talebani e l'istituzione dell'Emirato islamico dell'Afghanistan, essa diventa bandiera di Stato ed è modificata con l'aggiunta della shahādah, in nero con calligrafia thuluth. In questa forma continua a essere usata come vessillo militare durante la guerra del 2001-2021 ed è innalzata durante l'effimera riconquista di Konduz del 2015; dopo la caduta di Kabul è stata innalzata in varie parti del Paese.